# Иван Презељ
Иван Презељ (Нова Вас, 29. август 1895 — Кливленд, 22. април 1973) био је југословенски официр словеначког порекла, потпуковник Југословенске војске, војни аташе Краљевине Југославије у Атини и Прагу, дивизијски генерал Југословенске војске у Отаџбини и командант Словеније.

## Биографија

### Предратни период
У Првом светском рату се борио као аустроугарски резервни поручник на Италијанском фронту. На крају рата се придружио се генералу Рудолфу Мајстеру у борби за северну границу.

### Други светски рат
После рата је завршио Вишу школу Војне академије у Београду. Био је војни аташе Краљевине Југославије у Атини и Прагу. Уочи Априлског рата 1941. године, био је начелник Саобраћајне управе Главног ђенералштаба Југословенске војске.
Заробљен је у Априлском рату и одведен у заробљенички логор у Италији, из којег се враћа 1942. године. Ставио се на расположење команданту Словеније пуковнику Карлу Новаку и пуковнику Владимиру Ваухнику, официрима Југословенске војске у Отаџбини. Након битке код Грчарице, пуковник Новак је избегао у Италију како не би био ухапшен од немачких власти, Презељ је преузео дужност команданта Словеније.
Генерал Драгољуб Михаиловић је Презеља унапредио и чин бригадног генерала у првој половини 1944. године, а затим и у чин дивизијског генерала 1. децембра 1944. године, када га је и именовао за команданта Словеначке народне војске, словеначког дела Југословенске војске у Отаџбини.

### Емиграција
У априлу 1945. године се у Љубљани сусрео са Димитријем Љотићем и војводом Момчилом Ђујићем, а онда је заједно са њиховим снагама прешао границу и предао се савезницима у Италији. Одатле је све до 1949. године деловао против нових комунистичких власти у Југославији, а затим је емигрирао у САД.
У емиграцији је водио један часопис, а написао је и увод за књигу Владимира Ваухника Невидљиви фронт.
Умро је 22. априла 1973. године у Кливленду.